# Neobyknovennyj gorod
Neobyknovennyj gorod (Необыкновенный город) è un film del 1962 diretto da Viktor Vladislavovič Ėjsymont.